# معركة الرياض (1902)
معركة الرياض وتسمى أيضاً فتح الرياض هي معركة وقعت في 5 شوال 1319 هجرياً والذي يوافق 15 يناير 1902، في قلعة المصمك في الرياض، عاصمة المملكة العربية السعودية في الوقت الحاضر. وكانت بين عبد العزيز آل سعود ابن عبد الرحمن بن فيصل بن تركي آل سعود آخر حكام الدولة السعودية الثانية، وعجلان بن محمد العجلان أمير الرياض التابع لعبد العزيز بن متعب بن عبد الله الرشيد أمير إمارة آل رشيد.
كانت الرياض تحت حكم آل سعود وعاصمة لدولة السعودية الثانية، حتى سقطت تحت حكم آل رشيد بعد انتصارهم على الإمام عبد الرحمن آل سعود. وتم نفي عائلة آل سعود خارج نجد. فانتقلت عائلة آل سعود إلى قطر ثم البحرين ثم إلى محطتهم الأخيرة الكويت. حتى أعدّ عبد العزيز آل سعود عُدّته ووضع خطته لإستعادة الرياض، فإتجه من الكويت إلى الرياض، يوم 20 رمضان 1319هـ، فوصل إلى مشارفها في الأول من شوال 1319هـ، واقتحم عبد العزيز آل سعود قصر المصمك بعد صلاة الفجر وقتل عجلان بن محمد العجلان وقطع رأسه ورماه على أهل الرياض، وتم الإعلان عن تأسيس الدولة السعودية الثالثة بعد المعركة في 5 شوال 1319هـ، الموافق 15 يناير 1902 ميلادياً. ويُعد فتح الرياض اللبنة العسكرية والسياسية الأولى، في تأسيس المملكة العربية السعودية، على يد الملك عبد العزيز آل سعود.

## خلفية تاريخية
لقد كانت نهاية الدولة السعودية الثانية تدريجية، فقد كانت تلك الدولة قبل سقوطها دولة قوية في كيانها السياسي في شبه الجزيرة العربية في عهد أحد أبرز أئمتها وهو الإمام فيصل بن تركي بن عبد الله آل سعود في فترة حكمه الثانية، إلا أن تلك الدولة أخذت في التآكل والتصدع نتيجة لعدة عوامل داخلية، تأتي في الفتنة المحلية التي أعقبت عهد هذا الإمام في مقدمتها. وكانت النتيجة الحتمية سقوط تلك الدولة بعد أن تفسخت مناطقها، فاجتاح العثمانيون منطقة الأحساء، واجتاح آل رشيد كل البلاد النجدية، فأنهى آل رشيد حكم آل سعود في كل نجد، رغم أن إمارة آل رشيد كانت قد نشأت بمساندة ودعم من الإمام فيصل بن تركي بن عبد الله آل سعود لأميرها عبد الله بن علي الرشيد حين عينه أميراً على جبل شمر. ومنذ ذلك الحين والإمارة الرشيدية قائمة، تلك الإمارة التي قوضت دعائم الحكم السعوديّ في نجد ثُمَّ أسقطته في عهد الإمام عبد الرحمن بن فيصل بن تركي آل سعود آخر أئمة الدولة السعودية الثانية بعد معركة المليداء، ومعركة حريملاء بين عبد الرحمن آل سعود إمام الدولة السعودية الثانية، وآل رشيد أمراء إمارة جبل شمر، حيث فشل الإمام عبد الرحمن آل سعود في هزيمة آل رشيد، فانهزم الإمام عبد الرحمن آل سعود ومن معه وتشتت قواته وقُتل في تلك المعركة عدد من آسرة آل سعود، واحتلت الرياض من قبل آل رشيد، وغادرت عائلة آل سعود الرياض إلى قطر ثم البحرين ثم إلى الكويت واستقبلهم أميرها مبارك الصباح. وانتهت الدولة في أوائل أغسطس 1891م.

## الموقف السياسي
كان الموقف السياسي، آنئذٍ، يتلخص في النقاط التالية:
1. كان الإمام عبد الرحمن بن فيصل وأسرته، من آل سعود وابنه عبد العزيز، ضيوفاً في الكويت على شيخها مبارك بن صباح. وكان ابنه عبد العزيز يُعد فكره في استعادة الرياض.
2. منذ تولى الشيخ مبارك بن صباح إمارة الكويت في عام 1314هـ/ 1897م، وهو يستشعر عداء كل من عبد العزيز بن متعب بن الرشيد، والعثمانيين له ـ إلى أن عقد اتفاقاً مع الإنجليز عام 1899م منحوه بمقتضاه حمايتهم.
3. كان الأمر في الظاهر مستتباً لابن الرشيد في بلاد نجد وجبل شمر، وكان يتخذ منطقة حائل مقراً له، تسانده الدولة العثمانية، التي كانت ترى أن الخطر قادم من الكويت.
4. هاجم ابن الرشيد «الجهراء»، وتمكن من هزيمة الشيخ مبارك بن صباح، وفرض الحصار على الكويت، ولكن مبارك الصباح استنجد بالإنجليز.
5. وضع ابن صباح لبلاده إستراتيجية دفاعية محضة، ضد ابن الرشيد.
6. كانت الدولة العثمانية في جانب ابن الرشيد، ولكن جرت مفاوضات سرية بين الإنجليز والباب العالي، أرغمت الدولة العثمانية على عدم مساعدة ابن الرشيد.[7][8][9]

## المحاولة الأولى
جاءت المحاولة الأولى لاستعادة عاصمة الدولة (الرياض) في عام 1318هـ (1901م) عندما تحرك الشيخ مبارك الصباح على رأس جيش كبير ومعه عبد الرحمن بن فيصل لمحاربة ابن رشيد، وعندما وصل الجيش إلى (الشوكي) في الدهناء استغل الملك عبد العزيز هذه الفرصة واستطاع إقناع والده ومبارك الصباح بأن يذهب على رأس سرية من رجاله لفتح الرياض وبذلك يضطّر ابن رشيد إلى أن يقاتل بجيشه على جبهتين مختلفتين مما يضعف صفوفه ويزيد من فرص الانتصار عليه، فأذنا له بالسير إلى هناك فقطع المسافة ما بين الشوكي والرياض في يوم.
علمت حامية ابن رشيد بالأمر وخرجت للتصدي له بقيادة من عينه ابن رشيد على الرياض (الأمير عبد الرحمن بن ضبعان) فقاتلها عبد العزيز وهزمها ودخل المدينة، ثم لجأت الحامية إلى داخل القصر (المصمك) وتحصّنت فيه فحاصرها الملك عبد العزيز وباشر في حفر نفق إلى داخل القصر وفي الجهة الأخرى دارت الحرب الطاحنة بين ابن رشيد والشيخ مبارك في مكان يسمى الصريف في القصيم على مقربة من الطرفية في 17 ذي الحجة سنة 1318هـ الموافق 7 أيار (مارس) 1901م، كان النصر فيها من نصيب ابن رشيد وقواته فعاد مبارك الصباح إلى الكويت ومعه عبد الرحمن بن فيصل الذي أرسل إلى ولده الملك عبد العزيز يحذره ويطلب منه ترك محاصرة الرياض والعودة بمن معه إلى الكويت خوفا عليهم من قوات ابن رشيد بعد نشوة هذا الانتصار.

## المحاولة الثانية

### الحشد للرياض
وسمحت الفرصة للشاب عبد العزيز بن عبد الرحمن بن فيصل آل سعود، وهو في الكويت، ان يخوض أولى تجاربه العسكرية، ففي الأشهر الأولى من عام 1318هـ - يونيه 1900م، قام شيخ الكويت، الشيخ مبارك بن صباح بحشد قواته، في منطقة الجهراء، استعداداً لمحاربة ابن رشيد. وكان الإمام عبد الرحمن بن فيصل، ضمن جيش الشيخ مبارك، يرافق ابنه، عبد العزيز، في هذه الحملة. ووصل الجيش إلى مكان في نجد، يسمى«الشوكي»، على بُعد مئة وستين ميلاً عن الرياض، إلى جهة الشمال الشرقي منها. وفي ذلك المكان، فارق عبد العزيز جيش الشيخ مبارك، وسار على رأس قوة صغيرة، متجهاً إلى الرياض، أملاً في انتزاعها من عبد الرحمن بن ضبعان، الأمير المعين عليها من قبل ابن رشيد. وقد تمكن عبد العزيز من الوصول إلى الرياض، بعد يومَين فقط. ودخل الرياض دون صعوبة، ثم بدأ بحصار أميرها، الذي اعتصم بقصر المصمك. وعلى أثر هزيمة الشيخ مبارك في معركة الصريف، التي حدثت في 17 مارس 1901م، فك عبد العزيز الحصار المضروب على قصر المصمك، وغادر الرياض، قافلاً إلى الكويت. بعد حصول الأمير عبد العزيز على موافقة والده، وتأييد الشيخ مبارك بن صباح، خرج من الكويت، غازياً، في النصف الأول من عام 1319هـ - 1901م، بعد أن جهزه شيخها ببعض الأسلحة والمؤن والركائب. وبدأ الأمير عبد العزيز رحلته إلى الرياض، ومعه عدد من أقربائه ومؤيديه، يرجح أنهم لا يزيدون على الأربعين، إلا قليلاً.
توجهوا عبر الإحساء نحو الجنول إلى الربع الخالي. وفي الطريق اجتذب هذا الفصيل محاربين من قبائل العجمان وآل مرة وسبيع والسهول. وتحول الفصيل إلى قوات من عدة آلاف شخص. وأخذ عبد العزيز يغزو بهذه القوات القبائل المعادية وقرى نجد التي ظلت موالية لآل الرشيد.
وكان الإمام عبد الرحمن، قد اجتمع بابنه، عبد العزيز، قبل خروجه من الكويت. وقال لـه: «تـرى يا عبد العزيز، ما قصدي، أن أقف في سبيل إقدامك. ولكن، كما ترى، موقفنا وحالنا، يقضيان باستعمال الحكمة في إدارة أمرنا. أمَا وقد عزمت، فأسأل الله العون والظفر».
عندما علم ابن متعب بأعماله بعث برسائل إلى السلطات العثمانية في بغداد والبصرة طالبا إبعاد عبد العزيز عن الإحساء. وعلم البدو بذلك فتركوا الأمير الشاب خشية بطش الأتراك. فظل عبد العزيز مع جماعته الأولى التي لايتجاوز عددها الأربعين شخصا. وأدرك عبد الرحمن أن أعمال إبنه تتحول إلى مغامرة خطرة فطلب منه العودة إلى الكويت والتخلي عن خطة الاستيلاء على الرياض. وأرغمت السلطات التركية في الإحساء فصيله على ترك المنطقة. وقضى عبد العزيز شهر رمضان في واحة يبرين. يبدو أن ابن متعب لم يعر اهتماما كبيرا لهجمات الأمير الشاب، مما أفاد هذا الأخير. وقرر عبد العزيز المجازفة مرة أخرى رغم ممانعة أبيه. وفي 12 كانون الثاني (يناير) 1902 ظهر في أطراف عاصمة السعوديين السابقة.
وبعد أن أخذ قسطا من الراحة في واحة صغيرة ترك فيها جماعة من أفراده من الإبل والخيل وأوصاهم بالفرار إذا لم يعد في الفجر. أما الباقون فتوجهوا إلى أسوار المدينة. وفي ظلام الليل اجتاز المحاربون وعلى رأسهم عبد العزيز سور المدينة في منطقة (الشمسية)، وتركوا احتياطيا عشرة رجال وتوجهوا إلى صاحبهم جويسر الذي كان يعيش قرب منزل الحاكم الشمري عجلان بن محمد. كان عجلان متزوجا سراً من إحدى نساء الرياض وكان يعودها نهارا، ويفضل قضاء الليل مع الحامية التي يوجده فيها زهاء 80 شخصا في حصن المصمك. أطعم جويسر عبد العزيز ورجاله ثم تسللوا إلى منزل زوجة عجلان. لم يجدوا عجلان فيه، ولكنهم حبسوا زوجته وامرأة أخرى في إحدى الغرف. واستدعى عبد العزيز شقيقه محمد مع الرجال العشرة الذين تركهم وراء سور المدينة. واجتمع الفصيل كله في منزل عجلان. وقالت زوجته أنه يمكن أن يأتي إليها بعد صلاة الصبح فقرروا الانتظار. وبلغ التوتر أوجه هذه الجماعة الصغيرة التي كانت تشعر تماما بالصيغة المغامرة لأعمالها.

### الطريق إلى الرياض

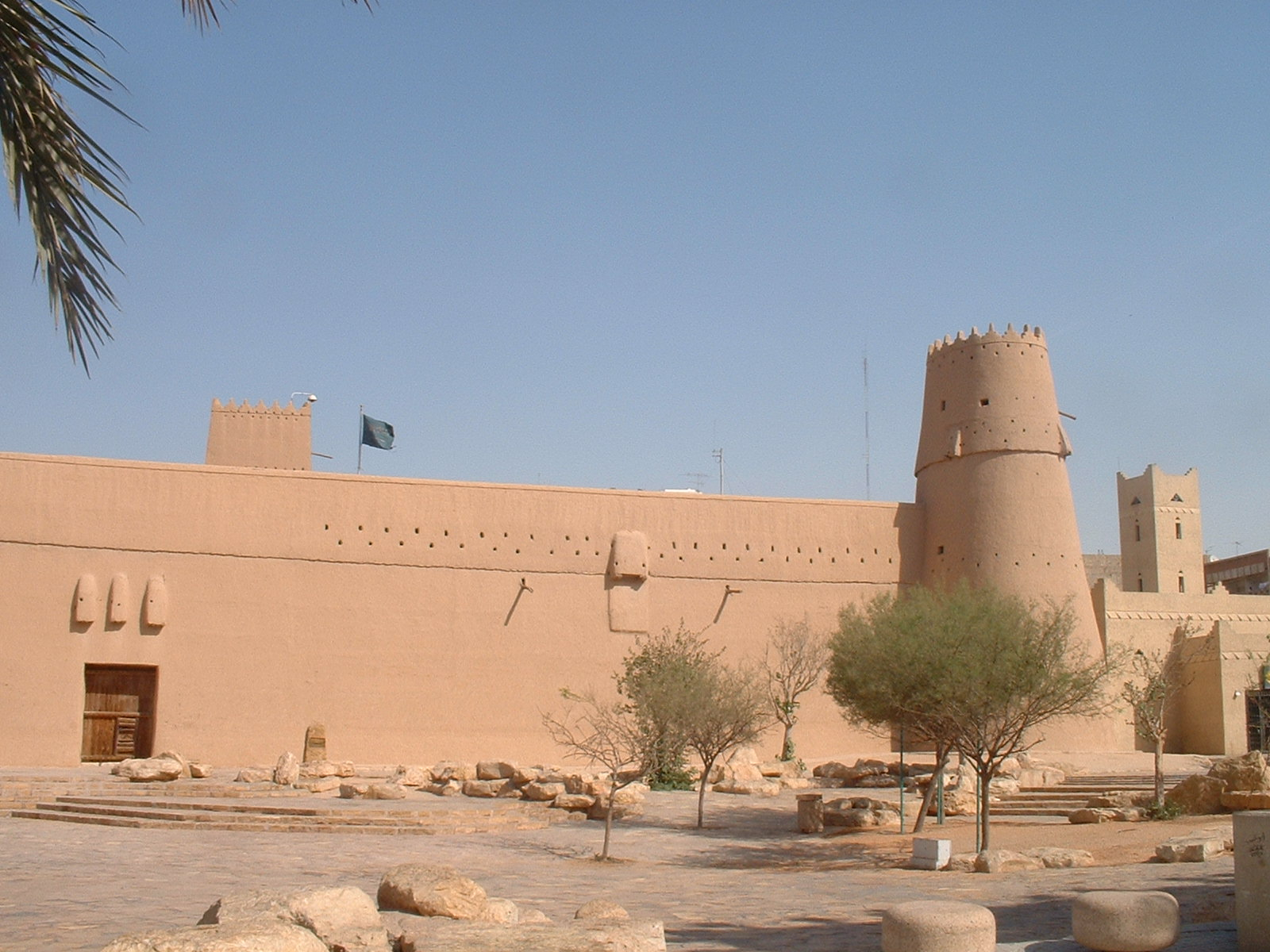
قصر المصمك بالرياض، 1993م.

تحرك عبد العزيز بن عبد الرحمن وأتباعه، الذين بلغ عددهم أربعين، وقيل ستين، رجلاً، في 21 رمضان سنة 1319هـ - 2 يناير 1902م، من واحة يبرين، قاصدين الرياض، وفي نيتهم شيء واحد، هو المغامرة باقتحام قصرالمصمك، وهو مقر الحاكم.
خرج الأمير عبد العزيز بن عبد الرحمن آل سعود على رأس حملة صغيرة من ستين رجلاً من أقاربه والمؤيدين لمشروعه الكبير الرامي إلى إعادة ملك آل سعود ليس في نجد فقط، وإنما في كل البلاد التي كانت قبل ذلك تشكل جزءًا من أجزاء الدولتين السعوديتين الأولى والثانية.
اتجه الأمير عبد العزيز بن عبد الرحمن بن فيصل آل سعود ومن معه صوب الرياض. وأقام الأمير وقوته الصغيرة فترة قصيرة في يبرين وهي واحة في الجافورة على أطراف الربع الخالي في رجب عام 1319هـ، الموافق أكتوبر 1901م. وكان الأمير عبد العزيز بن عبد الرحمن بن فيصل آل سعود قد وضع خطة عسكرية لدخول الرياض واستردادها من قوات ابن رشيد، فقد وضع نصب عينه ألا يلتقي مواجهة مع قوات ابن رشيد التي تفوق قواته عدداً وعتاداً وتدريباً. وقرر أن يكون تزود قواته من البلدان والقرى التي يمر بها أو يصل بالقرب منها، لأن قواته قليلة العدد من جهة، وليس لديها وسائل نقل من الإبل كافية لحمل الزاد الكثير والمعدات والعتاد، ولو فعل ذلك لربما انكشف أمره لابن رشيد. واعتمدت خطة عبد العزيز على أسلوب المباغتة في الحرب وعلى عنصر السرعة في الأداء بالإضافة إلى التحرك في الليل والنوم والاختفاء وقت النهار حتى لاينكشف أمره فتضيع الفرصة الذهبية منه. حيث بقي متخفياً، حتى 20 رمضان 1319هـ - 1 يناير 1902م. حتى أنطلق من الجافورة في 21 رمضان 1319هـ - 2 يناير 1902م إلى "أبي الجفان ووصل إليها في 29 رمضان 1319هـ - 10 يناير 1902م،
وصل الأمير عبد العزيز إلى ضلع الشقيب، على مقربة من الرياض. في 4 شوال 1319هـ / 14 يناير 1902م، وقسم قواته، استعداداً لاقتحام الرياض.
بدأ عبد العزيز رحلة العودة إلى الرياض، مزوداً بالكثير من الدعوات والعزيمة، وقليل مما من سواهما، تاركاً أول أبنائه، تركياً، رضيعاً في الكويت. فاتجه عبد العزيز إلى الصحراء القريبة من الأحساء. وكانت خطته ترمي أولاً إلى ضرب العشائر المعادية لأبيه، والموالية لابن رشيد، في محاولة منه لإقناع القبائل، الصديقة والمحايدة، بالانضمام إليه. وقد أثمرت تلك الخطة، وانضم إليه عدد لا بأس به من المحاربين، من قبائل مختلفة، مثل العجمان وسُبيع والسهول وآل مرة، حتى وصل عدد أتباعه إلى حوالي ألف راكب ذلول، وأربعمائة خيال. وقام عبد العزيز ببعض الغارات الموفقة، على بعض العشائر في نجد. ثم عاد إلى أطراف الأحساء، التي كان يمون جيشه الصغير منها. ولئن زادت هذه الغارات من عدد أتباع عبد العزيز، من طالبي الكسب، فإنها لفتت نظر الأمير عبد العزيز بن متعب بن رشيد، أمير حائل، إلى خطر هذا الوضع، الأمر الذي جعله يطلب من العثمانيين طرد عبد العزيز وأتباعه من نواحي الأحساء. وقد فعلت الدولة العثمانية ما أراده ابن رشيد، ومنعت عبد العزيز من التمون من الأحساء. وقد أدى هذا الإجراء العثماني إلى تفرق أتباعه من البدو، وجعله في موقف صعب. وبقي عبد العزيز في الصحراء، بلا تموين، ومع قليل من الأتباع، إذ تخلى عنه كل من انضم إليه، طالباً للكسب، بعد ما أدركوا ما سيتعرضون له من عقوبات اقتصادية عثمانية، من جراء انضمامهم إلى جيشه. فتوجه بأتباعه إلى منطقة يبرين، الواقعة بين قطر والربع الخالي، ليرسم خططه المستقبلية، بتمعن وروية.
وكانت الدولة العثمانية قد اتخذت إجراء آخر، ضد الإمام عبد الرحمن، إذ قطعت معاشه، الذي كان يتقاضاه، أثناء إقامته في الكويت، فتكالبت هذه المشاكل على عبد العزيز، وهو في واحة يبرين.
وقد حاول الإمام عبد الرحمن، أن يقنع ابنه، عبد العزيز، بعد أن رأى انفضاض القبائل من حوله، بالعودة إلى الكويت، وعدم الاستمرار في محاولته العسكرية. ولكن ما حل بعبد العزيز، لم يزده إلا طموحاً وتصميماً على مواصلة جهوده. فجمع رجاله، الذين بقوا معه في الصحراء، وقرأ عليهم رسالة والده، التي يدعوهم فيها إلى العودة. وقال لهم: «أنتم أحرار في ما تختارونه. أما أنا، فلن أعرض نفسي لأكون موضع سخرية في أزقة الكويت». وقال: «من أراد الراحة، ولقاء أهله، والنوم والشبع، فإلى يساري»، فتواثب أتباعه المخلصون إلى يمينه، وصاحوا مقسمين على أن يصحبوه إلى النهاية. فالتفت الشاب عبد العزيز إلى رسول والده، الذي كان حاضراً، وقال له: «سلم على الإمام، واسأله أن يدعو لنا. وموعدنا في الرياض ـ إن شاء الله». عندها، رأى الأمير عبد العزيز، أن الأسلوب، الذي اتبعه لم يجده نفعاً، وأنه لا بدّ من عمل جريء، مفاجئ، يحدث صدى بعيداً، في المنطقة كلها.

### استرداد الرياض

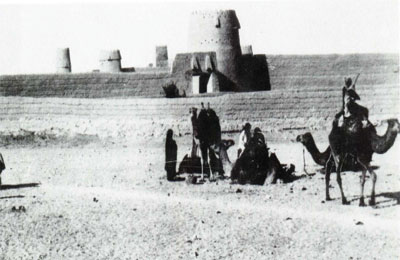
جنود جيش الملك عبد العزيز في الرياض

أصبحت الرياض قاعدة للحكم آل سعود، بعد أن اتخذها الإمام تركي بن عبد الله آل سعود عاصمة له، سنة 1240هـ - 1824م ، بدلاً من الدرعية. واستمرت عاصمة الدولة السعودية الثانية، إلى سقوطها، سنة 1309هـ- 1891م ، لتصبح، بعد ذلك، واحدة من البلدان، التي تخضع لحكم ابن رشيد في نجد. ولكن الرياض لها تاريخها العريق في أذهان الناس، خاصة في نجد، لكونها قاعدة للحكم السعودي، ورمزاً إلى شرعية ذلك الحكم. ولهذا، فقد قرر عبد العزيز، أن يهاجمها، يشجعه على ذلك تأييد أهلها له ولأسرته، ولرغبتهم في التخلص من حكم ابن رشيد، الذي سامهم سوء العذاب، بعد محاولة عبد العزيز الأولى، لاسترداد البلدة.

#### خطة الهجوم
واصل عبد العزيز بن عبد الرحمن، ورفاقه، السير الحثيث، يستريحون نهاراً، ويسيرون ليلاً، حتى بلغوا مكاناً، يقال له «الشقيب»، من ضواحي الرياض، في 5 شوال 1319هـ - 15 يناير 1902م. ووضع عبد العزيز بن عبد الرحمن بن فيصل آل سعود قرب الرياض خطة للهجوم، فقسم قواته إلى ثلاثة مجموعات:

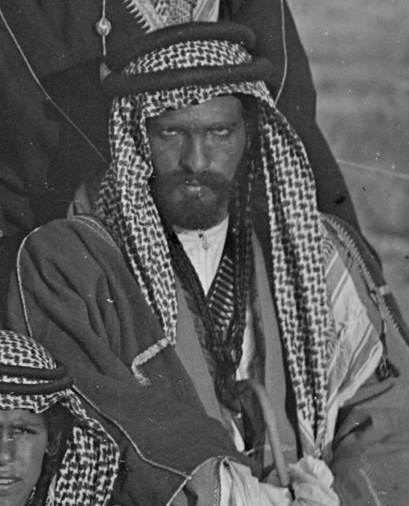
محمد بن عبدالرحمن قائد المجموعة الثانية المكونة من ثلاتة وثلاثين رجلا"، في معركة فتح الرياض 1319هـ- 1902م

1. المجموعة الأولى: قوة احتياطية من عشرين رجلاً تكون على مسافة قريبة من مركز الرياض أو الحصن أو القلعة التي تقيم فيها حامية ابن رشيد بقيادة عجلان عامل الأمير عبد العزيز بن متعب آل رشيد. ترابط عند الإبل حتى الصباح، وتكون احتياطياً، خارج الرياض. وأمرت بالبقاء في مكانها، فإذا حل الصباح، ولم يصلها خبر من الأمير عبد العزيز، فعلى أفرادها أن ينجوا بأنفسهم، إذ قد يكون عبد العزيز وأتباعه قد قتلوا. وإذا تحقق لهم الظفر، واستولوا على البلدة، فسيأتيهم رسول من قبله، يلوح لهم بثوبه، إشارة لهم، يعرفونها، للحاق به.
2. المجموعة الثانية: تتكون من ثلاثين رجلاً، بقيادة أخيه، محمد بن عبدالرحمن، فعليها أن تختبئ في إحدى المزارع، خارج أسوار الرياض، حتى تصلها الأوامر من عبد العزيز، ومهمتها حماية ظهور المجموعة الثالثة.
3. المجموعة الثالثة: قوامها عشرة رجال، وهي رأس الحربة لقوات آل سعود يقودهم الأمير عبد العزيز. فتدخل الرياض. وقد كان لقلة أفراد المجموعة، التي كانت بقيادة عبد العزيز أثرها في سهولة دخول المدينة، في ظلام الليل. واستطاعت هذه القوة بقيادة عبد العزيز أن تتسلق السور في الظلام، وأن يدخلوا بيتاً مجاوراً لبيت عامل لابن الرشيد، وهو عجلان بن محمد، فتسلق عبد العزيز ورفاقه إلى بيت عجلان، ولكنهم لم يجدوه فيه. وأخبرتهم زوجته أنه نائم في الحصن بالمصمك عند الحامية، عند رجال حامية ابن رشيد، وأنه لا يأتي من ذلك القصر إلى بيته، إلا بعد طلوع الشمس، وذلك لعدم اطمئنانه إلى الأوضاع المحيطة به. ونصبوا كميناً على مقربة من باب الحصن منتظرين عجلان فانتظر الجميع خروجه من قصر المصمك. وفي هذه الأثناء، أرسل عبد العزيز إلى أخيه، محمد ورفاقه، الذين بقوا خارج السور، فانضموا إليهم وتكاملوا داخل بيت عجلان.

حل صباح 15 يناير 1902، وخرج عجلان بن محمد من قصر المصمك، بعد شروق الشمس، ومعه عدة رجال، أطلق عليه عبد العزيز النار من بندقيته، فلم يقتله. ثم تتابع الرصاص من الباقين، صائحين صيحة، ملأت البلد: (أهل العوجا.. أهل العوجا) وتعقبوا عجلان ورجاله. وتمكن عبد العزيز من إمساك رِجل، عجلان، وهو يحاول العودة إلى القصر، وقد أدخل يديه ورأسه في فتحة باب القصر (الجوخة)، فرفس عبد العزيز، وأفلت من يديه. فازدحم عبد العزيز ورفاقه، عند باب القصر، والحامية تصب رصاصها عليهم. ودخل عبد الله بن جلوي القصر، في أثر عجلان، فأدركه جريحاً في مسجد القصر، فأجهز عليه برصاصة من بندقيته. وقُتل عدد من أتباعه. وتتابع رجال عبد العزيز في دخول القصر، فاضطر باقي رجال الحماية إلى الاستسلام. ونودي، في الرياض، أن الحكم لله، ثم لعبد العزيز بن عبد الرحمن آل سعود.
وبعد انتهاء معركة القصر، تتبع عبد العزيز رجال ابن رشيد، الذين كانوا خارج القصر وقتلهم. وخرج فهد بن جلوي، على جواد من خيل عجلان، وذهب إلى الرجال، الذين أبقوهم عند الرواحل، وأدخلهم البلدة.
لقد استفاد رجال عبد العزيز من عنصر المباغتة فانتقموا من الحامية الشمرية الموجودة في الحصن ، ثم قتلوا من كان في المدينة. وأطلق سراح عشرين من الشمريين بكلمة شرف بعد أن اعتصموا في البرج. وكانت خسائر الأمير الشاب هي قتيلان وثلاثة جرحى لاغير. وكان انتصاره الرائع غير المتوقع قد خلب ألباب أهالي نجد بالطبع ، وفيما بعد صار الشعراء والرواة يتغنون به في روايات وقصائد كثيرة. وأقسم أهل الرياض يمين الولاء لعبد العزيز الذي بدأ على الفور يتحصن أسوار المدينة. وعندما علم ابن متعب بنبأ سقوط الرياض استولى عليه الهيجان وأقسم بأن يثأر من أعدائه التقليديين. ونزح من الفرات الأوسط إلى حائل ليجمع العساكر ويتوجه إلى الرياض، إلا أن الاستعدادات استغرقت عدة أشهر.
وبذلك خطى عبد العزيز بن عبد الرحمن بن فيصل آل سعود خطوته الأولى، لاستعادة حكم آبائه وأجداده، ومن ثم، توحيد معظم أجزاء شبه الجزيرة العربية. وفي ذلك التاريخ، 5 شوال 1319هـ - 15 يناير 1902م، بدأت الدولة السعودية الثالثة.

#### مبايعة الرياض

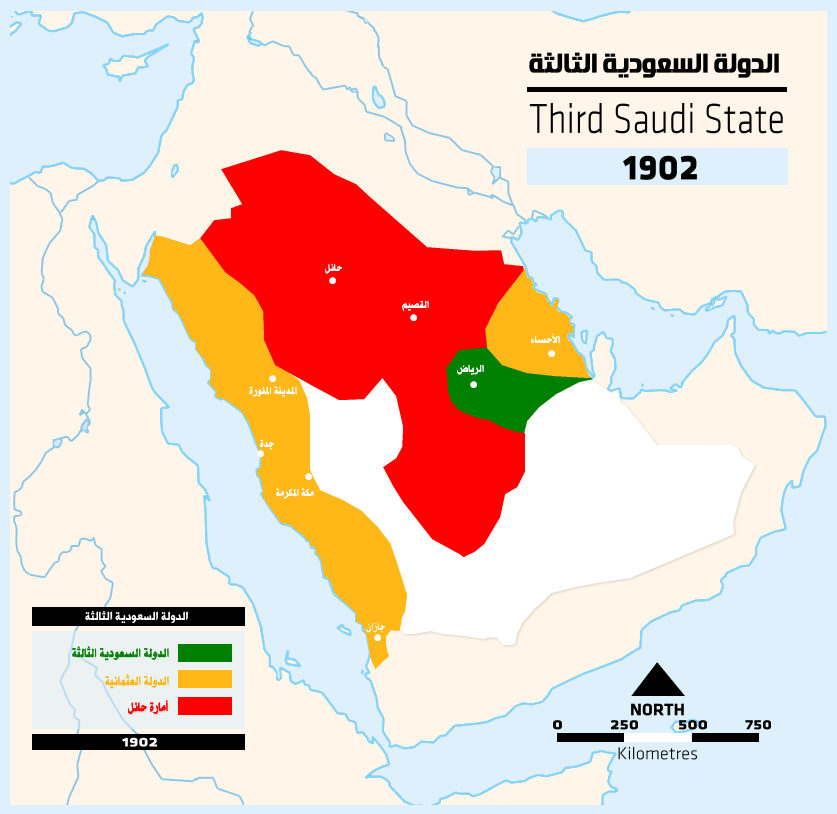
الدولة السعودية الثالثة عام 1902

اندفع سكان الرياض إلى مبايعة حاكمهم الجديد، الذي أعاد الحق إلى أصحابه. ولم ينس الابن أباه، فأرسل عبد العزيز رفيقه، ناصر بن سعود، ليبشر الإمام عبد الرحمن، والشيخ مباركاً، في الكويت، بفتح الرياض، ويطلب المدد. وفي الوقت نفسه، شرع يحصن الرياض. وتمكن، بمساعدة أهلها، من بناء سور حصين للعاصمة، في أربعين يوماً، بعد أن كان هدمه ابن رشيد، على أثر معركة حريملاء، عام 1308هـ. وأمده والده والشيخ مبارك الصباح، بسبعين رجلاً وذخيرة، تحت قيادة أخيه، سعد بن عبد الرحمن الفيصل.
وكان الأمير عبد العزيز بن متعب بن رشيد، في تلك الأثناء، في حفر الباطن، يفاوض العثمانيين، ليساعدوه على احتلال الكويت. ولما وصله خبر دخول عبد العزيز بن سعود الرياض، لم يهتم كثيراً، واستهان بأمره، قائلاً لرجاله: «لا يهمكم أمره؛ فهو أرنب محجورة. ومتى ما فرغنا من مهمتنا، التي جئنا إلى هنا من أجلها، أتيناه في عقر داره، وقتلناه وجميع من معه». وأقام في حفر الباطن أربعة أشهر، بعد فتح الرياض، يفاوض الأتراك، ويمني نفسه بقتل ابن سعود، واستعادة الرياض، واحتلال الكويت معاً. وبعد أن لمس تقاعس الأتراك ومماطلتهم، تشاور مع رجاله، واستقر رأيه على التوجه إلى عاصمته، في حائل، وتجهيز جيش كبير، لغزو الرياض.
وبعد نجاح هذه المحاولة بداية حقيقية لتأسيس الدولة السعودية الثالثة (الحديثة)، ومنها تبدأ عملية توحيد البلاد في إطار دولة سعودية حديثة تعيد المناطق والأقاليم التي كانت تابعه للدولة السعودية الأولى والثانية. لقد كانت هذه المحاولة محاولة جادة وصعبة جداً، وهي مغامرة يحسب لها كل حساب لأن نجاحها غير مضمون ولامتوقع. ولذا وصفها الكاتب كنث وليمز بأنها طريقة تدل على براعة فائقة وحذق مدهش. ويصفها فؤاد حمزة بأنها من أروع قصص البطولة وأعظمها شأنًا وأجلها قدراً. ويصفها حافظ وهبة بأنها قصة تشبه قصص أبطال اليونان، وترينا عظم الأخطار التي أحاطت بابن سعود.
| سبقه لا يوجد | معارك توحيد المملكة العربية السعودية 1319هـ | تبعه معركة الدلم |